# Disteln

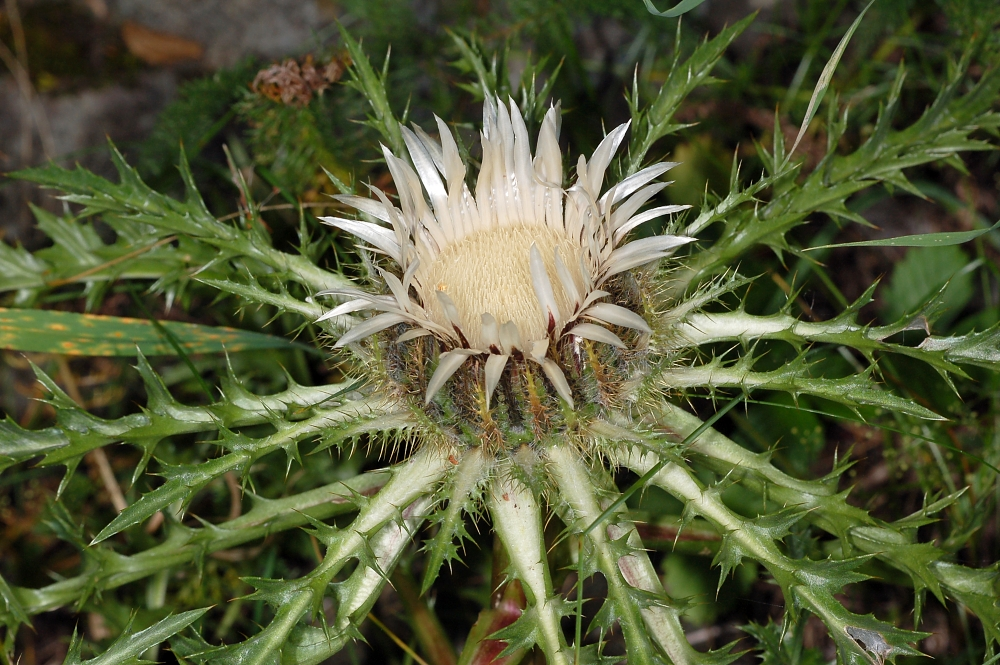
Silberdistel

Als Disteln werden umgangssprachlich mit Dornen bewehrte, „stachelige“ Pflanzen bezeichnet.
Das Wort geht auf indogermanische Ursprünge zurück und bedeutet etwa „spitz“ oder „stechen“.

## Arten

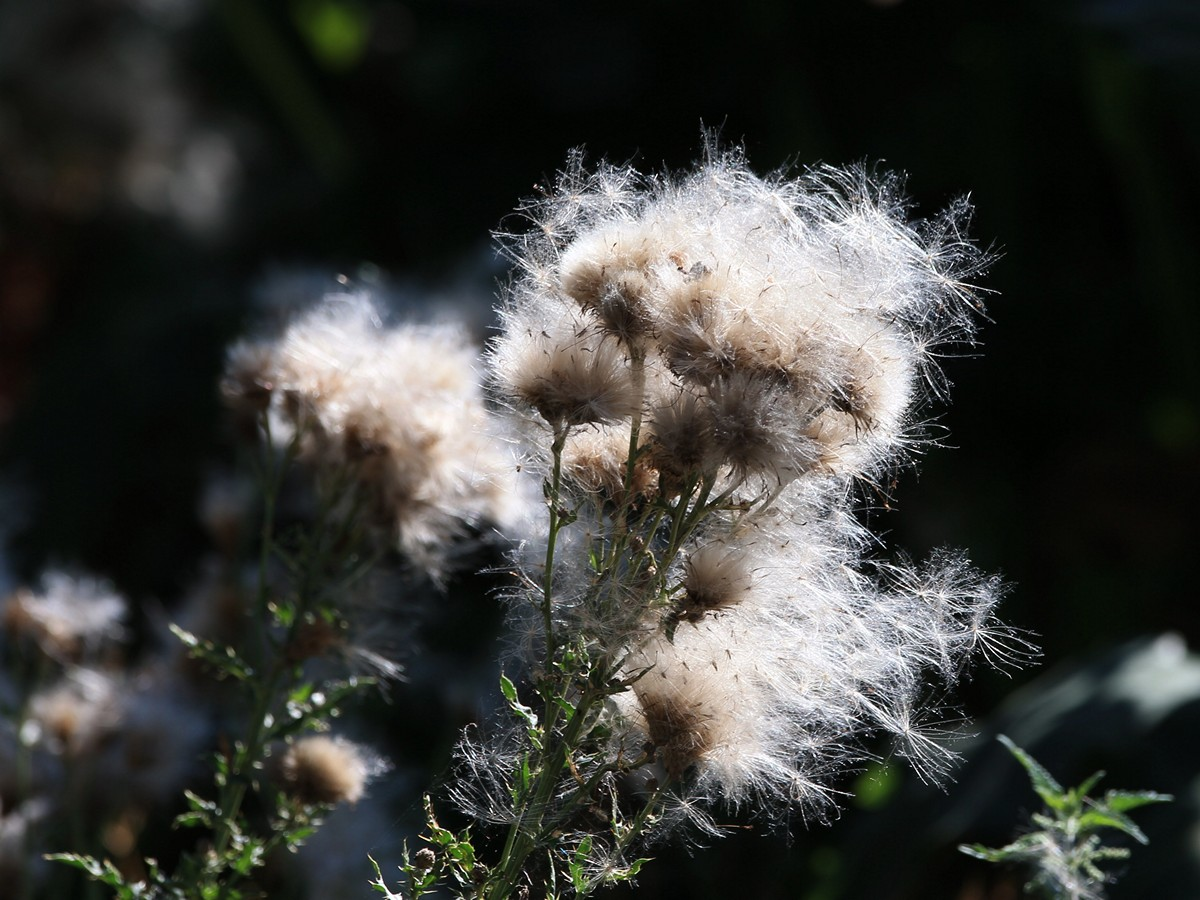
Distelsamen

Distel ist (wie früher gleichbedeutend lateinisch cardo, auch cardus und carduus) in der Botanik kein eindeutiger Name, sondern ein Sammelname und Namensbestandteil bei verschiedenen Arten und Gattungen der Carduoideae, einer Unterfamilie der Korbblütler (Asteraceae):
- Ringdisteln (Carduus)
- Golddisteln oder Eberwurzen (Carlina)
- Färberdisteln (Carthamus)
- Kratzdisteln (Cirsium)
- Kugeldisteln (Echinops)
- Milchfleckdisteln (Galactites), darunter die Milchfleckdistel (Galactites tomentosus)
- Eselsdisteln (Onopordum)
- Elfenbeindisteln (Ptilostemon), darunter die Elfenbeindistel (Ptilostemon afer)
- Mariendisteln (Silybum)
- Gänsedisteln (Sonchus)

Wegen ihres ähnlichen Habitus werden die Karden (Dipsacus, insbesondere die Wilde Karde), der Mannstreu (Eryngium, insbesondere Feld-Mannstreu und Stranddistel) und die Kardendisteln (Morina) umgangssprachlich gelegentlich als Disteln angesprochen.

## Disteln in der Heraldik

Wappen von Nancy

Die Distel ist in der Heraldik eine gemeine Figur und gehört wie die heraldische Rose und Lilie zu den bekanntesten Wappenblumen. So gelten Disteln als Nationalblumen Schottlands. Sie finden sich sowohl in der Wappenzier Schottlands als auch beim Distelorden. Zudem benennen sich viele Sportvereine Schottlands nach den Disteln; bekanntester Vertreter ist Partick Thistle. Die Distel ist auch ein Emblem der Encyclopædia Britannica, die aus Edinburgh stammt.

## Literarische Hinweise

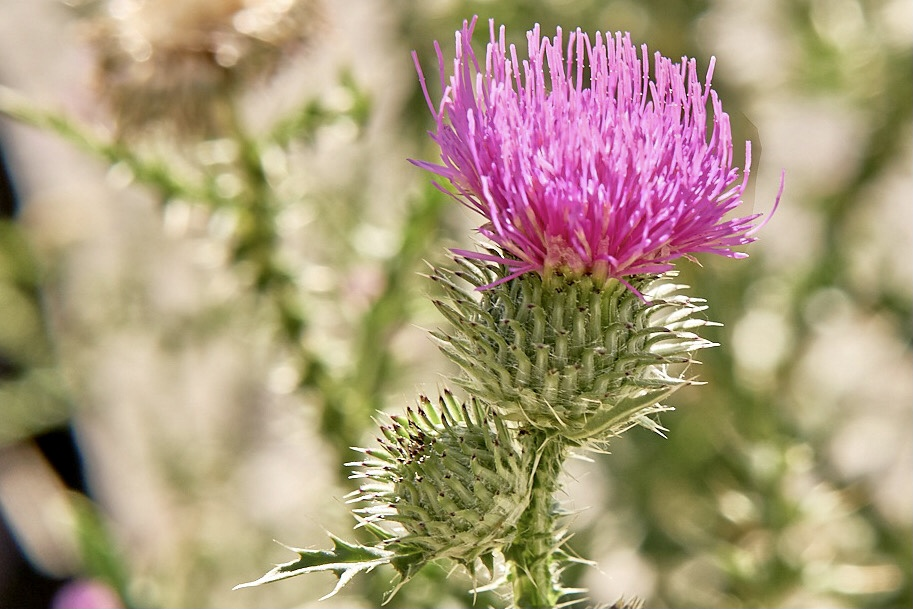
Blühende Kratzdistel (Cirsium sp.)

- Im Lied The Thistle o’ Scotland wird die Pflanze als Metapher für den Stolz und die Standhaftigkeit der Schotten verwendet:

„It’s the flowret the proud eagle greets in his flight, 
as he covers the sun with the wings of his might. 
It’s the flowret that laughs at the storm as it blows, 
for the stronger the tempest, the greener it grows!“

- Das Gedicht Thistles von Ted Hughes.
- Das Gedicht A Drunk Man Looks at the Thistle von Hugh MacDiarmid